# Sedimentbecken

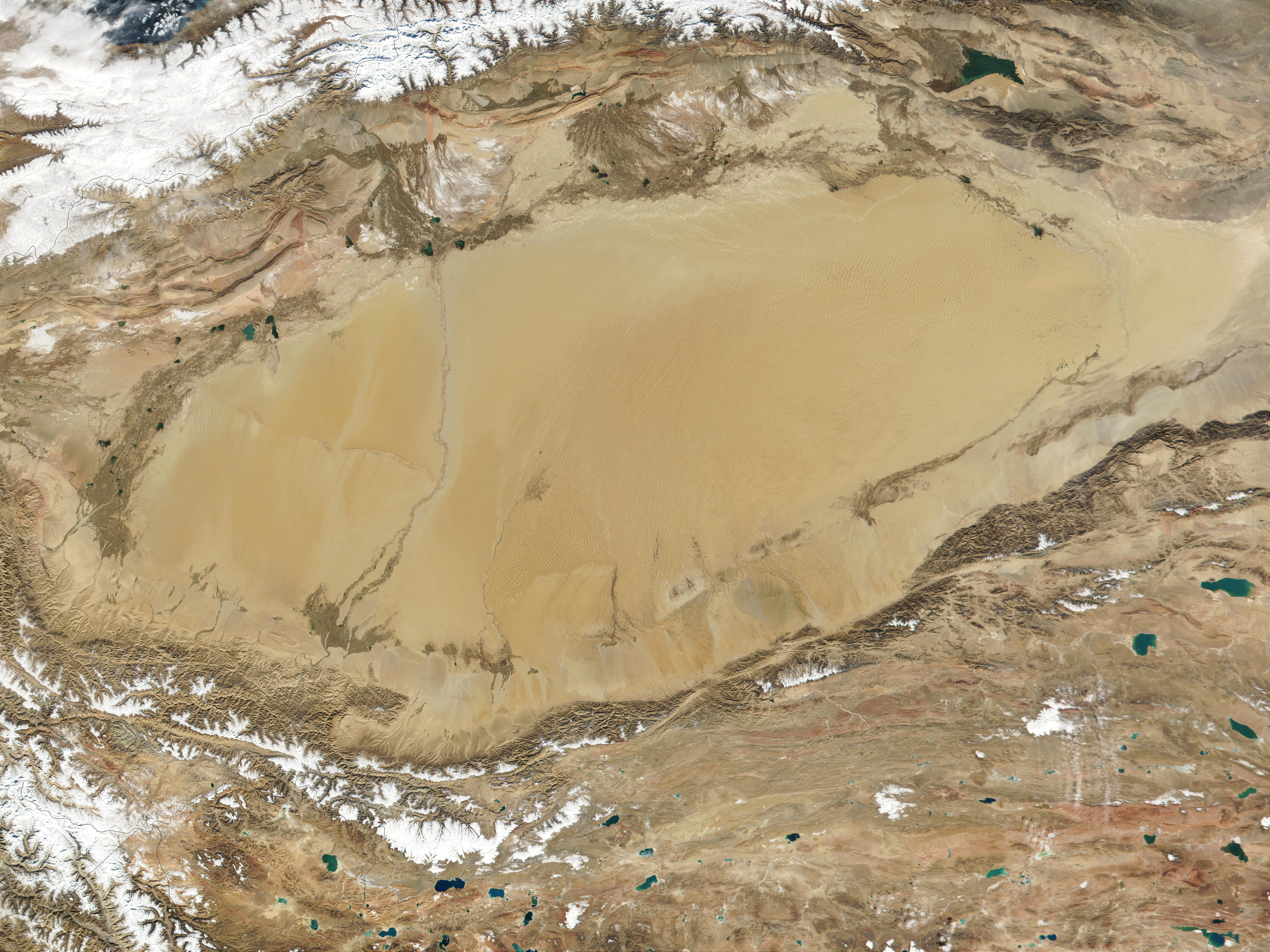
Das Tarim-Sedimentbecken mit der Taklamakanwüste, ein abflussloses intermontanes Becken. Rechts unten das Hochland von Tibet

Ein Sedimentbecken ist ein meist infolge von Senkungsbewegungen der Erdkruste in den obersten Teil der Lithosphäre eingetiefter Bereich, der über geologische Zeiträume hinweg mit Sedimenten befüllt wird.

## Geologie

### Entstehung

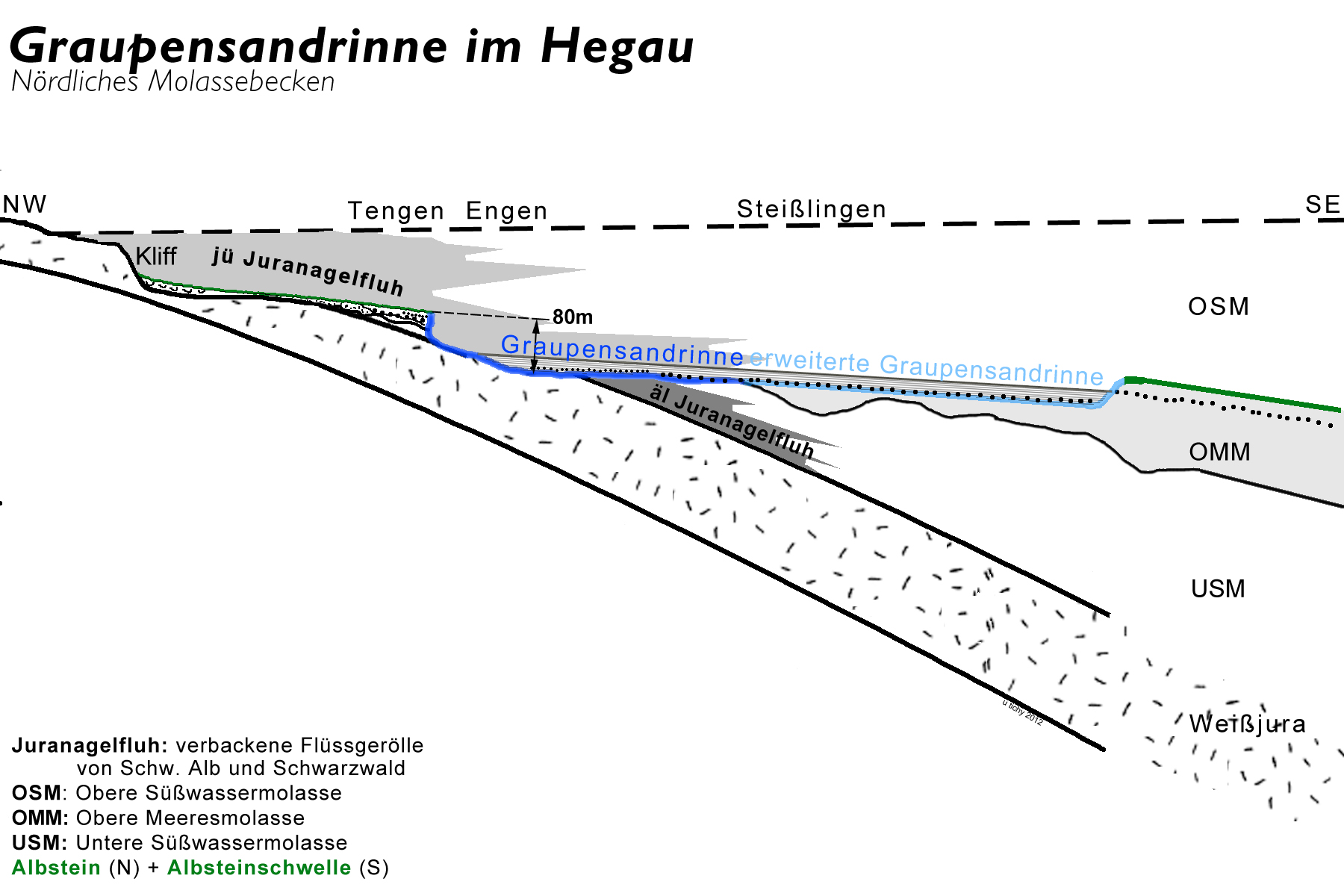
Schnitt durch den Nordwestrand des Molassebeckens im Hegau. Das Basement, hier nur durch dessen oberste Gesteinseinheit, den Weißjura, dargestellt, taucht, belastet durch die verdickte Kruste im Bereich der Alpen, nach Südosten ab, entsprechend nimmt die Mächtigkeit der Molasse (USM, OMM, OSM) nach Südosten zu.

Entscheidend für die Bildung von Sedimentbecken ist die lokale oder regionale Absenkung (Subsidenz) der Erdkruste unterhalb des Niveaus der lokalen bzw. regionalen Erosionsbasis. Sedimentbecken, die rezent Subsidenz erfahren und Sedimente aufnehmen, werden als aktive Sedimentbecken bezeichnet. Solche, die rezent keine Subsidenz mehr erfahren und in denen nichts mehr abgelagert oder deren Füllung sogar erodiert wird, werden als fossile Sedimentbecken bezeichnet.
Subsidenz in regionalem Maßstab wird oft durch tektonische Dehnung der Erdkruste verursacht, wobei verschiedene Typen von Dehnungsbecken in verschiedenen plattentektonischen Szenarien unterschieden werden können, u. a. Backarc-Becken (Subduktion), Piggyback-Becken (Kollision), Pull-Apart-Becken (verschiedene) und Grabenbrüche (Divergenz). Ferner werden weitere Ursachen und Mechanismen für (großräumige) Subsidenz diskutiert, dazu gehören
- isostatische Subsidenz
  - durch Massendefizite im Untergrund verdickter kontinentaler Kruste, beispielsweise infolge des Abreißens subduzierter ozeanischer Kruste unterhalb eines Orogens („Slab Breakoff“) oder infolge „thermischer Erosion“ durch einen aufsteigenden Plume *
  - durch thermische Metamorphose mit Dichtezunahme im unteren Teil relativ mächtiger Erdkruste, ebenfalls verursacht durch eine thermische Anomalie im darunter befindlichen Erdmantel *[1]
- thermische Subsidenz – erfolgt durch die Abkühlung und damit einhergehende Kontraktion und Dichtezunahme vormals aufgeheizter Erdkruste und wird als Ursache für die Entstehung von Sedimentbecken bzw. die anhaltende Subsidenz in tektonisch ruhigen innerkontinentalen Regionen und an passiven Kontinentalrändern gesehen
- tektonische Auflast stark verdickter Krustenbereiche – gilt als Ursache für die Entstehung von Vorlandbecken (vgl. u. a. Molassebecken)
- sedimentäre Auflast – gilt als unterstützender Faktor für die Subsidenz bereits aktiver Sedimentbecken

Die Abwanderung von Salzgestein aus dem Untergrund im Zuge von Halokinese sorgt für die Bildung relativ kleinräumiger Senken. Sedimentbecken mit sehr kleinem Grundriss können auch auf vulkanische Aktivitäten oder auf Verwitterung zurückgehen. So sind die durch ihre Säugetierfossilien bekannten eozänen Sedimente der Grube Messel in einem Maarsee abgelagert worden, und die Hohlformen, in denen die geologisch etwas jüngeren Schichten von Oberleichtersbach und Sieblos in der Rhön zur Ablagerung kamen, werden als Einsturzdolinen interpretiert.

### Merkmale
Ein Sedimentbecken gliedert sich strukturell grob in die Füllung, die aus Sedimenten und Sedimentgesteinen besteht, aber auch in nicht geringem Umfang vulkanische Erguss- und Ganggesteine sowie pyroklastische Sedimente umfassen kann, und in das abgesenkte Grundgebirge oder Basement, das die Füllung unterlagert und randlich umgibt. Der Grundriss eines Sedimentbeckens hängt vom Entstehungsmechanismus ab. Einfache tektonische Dehnung erzeugt meist langgestreckte Strukturen, Pull-Apart-Becken und Becken, die durch thermische Subsidenz entstehen, können auch rundlichere Formen aufweisen. Auch Kontinentalränder werden als Sedimentbecken bezeichnet, obwohl sie nur einseitig von einem Hochgebiet begrenzt werden.

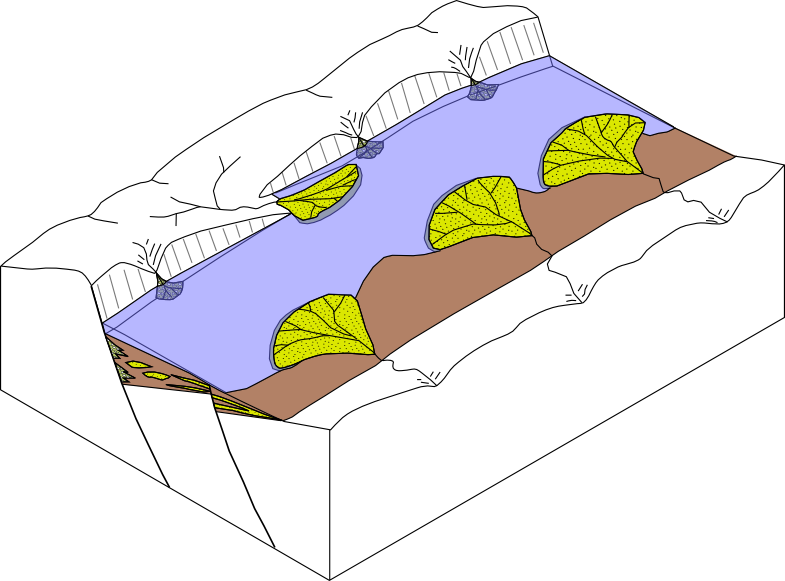
Vereinfachte Darstellung eines Sedimentbeckens, hier in Form eines Halbgrabens, im Blockbild. Das Grundgebirge ist grau dargestellt, Deltasedimente gelblich, Schuttfächer grünlich und sonstige Sedimente braun.

Der Senkungsbetrag des Grundgebirges pro Zeitspanne (Subsidenzrate), der üblicherweise in der Größenordnung von Millimetern pro Jahr liegt, nimmt im Allgemeinen vom Rand zur Mitte eines Sedimentbeckens zu. Weil Bereiche höherer Subsidenz mehr Sedimente aufnehmen können als solche mit geringer Subsidenz, nimmt die Mächtigkeit der Beckenfüllung in der Regel vom Beckenzentrum zu den Rändern hin ab. Tektonisch verursachte Becken zeichnen sich durch sogenannte Beckenrandstörungen (siehe Verwerfung) aus, an denen, vor allem bei fossilen, teilweise erodierten Sedimentbecken, die Füllung relativ scharf gegen das randliche Grundgebirge begrenzt wird. Aber auch weiter im Beckeninneren ist das Grundgebirge oft von Störungen durchzogen und kann Bereiche stärkerer und weniger starker Subsidenz aufweisen, woraus eine interne (paläo-)morphologische Gliederung in Schwellen und Tröge oder Teilbecken resultiert (ähnliches gilt für Regionen, die stark durch Halokinese geprägt sind, beispielsweise das Norddeutsch-Polnische Becken). Die Teilbecken, das heißt die Bereiche größter Subsidenz, die folglich die mächtigste Sedimentfüllung aufweisen, werden auch als Depozentren (Sing. Depozentrum) bezeichnet. Im Verlauf der geologischen Geschichte eines Sedimentbeckens können sich dessen Depozentren verlagern, was sich in schwankenden Mächtigkeiten verschieden alter Schichtintervalle in verschiedenen Regionen des Beckens bemerkbar macht. Wie stark sich die Subsidenz in einem aktiven Sedimentbecken morphologisch äußert, hängt von der Menge des zugeführten Sedimentes pro Zeitspanne (Sedimentationsrate) ab. Wenn die Sedimentationsrate die Subsidenzrate vollständig kompensiert oder übersteigt, befinden sich die morphologisch höchsten Bereiche des Beckens mindestens auf gleicher Höhe mit der Erosionsbasis, an den Beckenrändern auch darüber, ansonsten liegen sie darunter.

### Sedimentpetrologie
Die Zufuhr von Sediment in das Becken erfolgt aus den umliegenden, der Erosion ausgesetzten Hochgebieten fast immer durch strömendes Wasser, das heißt durch Flüsse und Bäche sowie durch Meeresströmungen. In bestimmten, durch relativ steiles Relief gekennzeichneten Bereichen eines Sedimentbeckens sind auch Massenbewegungen wie Suspensions- oder Schuttströme für den Sedimenttransport oder -eintrag von Bedeutung.
Bei hohen Subsidenzraten sinkt das Höhenniveau des Beckens nicht selten unter den Meeresspiegel ab, und insbesondere an Kontinentalrändern dringt dann in der Regel das Meer in die entsprechende Region vor. Sedimentbecken sind daher oft Meeresbecken (siehe Schelf) mit mariner Sedimentation. Bei geringeren Subsidenzraten oder einer sehr küstenfernen Position erfolgt die Sedimentation eher in Seen und Schwemmebenen. Oft besteht in geologischen Zeiträumen keine scharfe Grenze zwischen einer Schwemm- bzw. Küstenebene und dem angrenzenden Meeresbecken, sondern diese verschiebt sich mit Ansteigen oder Absinken des relativen oder absoluten Meeresspiegels (vgl. Transgression und Regression).
In Meeres- oder Seebecken in tropischem Klima spielt nicht selten auch die In-situ-Ausfällung von Calciumcarbonat („Kalk“) oder relativ leicht löslichen Salzen (Evaporiten) eine bedeutende Rolle für die Sedimentation.
Die zuerst in einem Sedimentbecken abgelagerten Schichten geraten bei anhaltender Subsidenz in eine immer größere Tiefe, werden durch das Gewicht nachfolgend abgelagerter Schichten zusammengepresst (Kompaktion) und langfristig in Sedimentgesteine wie Sandstein oder Tonstein umgebildet (Diagenese). In festländischen Sedimentbecken enthalten die jüngeren (oberen) Schichten aus Schotter und anderem Lockermaterial oft bedeutsame Reservoirs an für die Trinkwassergewinnung nutzbarem Grundwasser.
Bei Gebirgsbildungen werden gedehnte Krustenbereiche, auf denen sich Sedimentbecken mit oft komplexer Geschichte ausgebildet hatten, gestaucht (invertiert) und die abgelagerten Sedimente werden, teils gemeinsam mit dem unterlagernden Grundgebirge, gefaltet und/oder aufgestapelt, mitunter auch tief in die Erdkruste versenkt und unter hohem Druck und hohen Temperaturen umgewandelt (Metamorphose). Nicht selten bestehen große Teile eines Gebirges aus der deformierten Füllung von Sedimentbecken, beispielsweise die Alpen und der Himalaya, deren Gesteine zu einem Großteil der Ablagerung an den Rändern des Tethys-Ozeans entstammen. Aus der Beobachtung heraus, dass sich Meeressedimente heute in Hochgebirgen finden, erwuchs die heute veraltete Geosynklinaltheorie.

### Lagerstätten
Im Laufe der allmählichen Absenkung sammeln sich Milliarden Tonnen von Resten abgestorbener Pflanzen (einschließlich Algen) im Senkungsgebiet und werden sukzessive von Schotter, Sand und Tonschichten bedeckt. Wo dies unter Luftabschluss geschieht, kann sich aus den organischen Resten Kohle, Erdöl und Erdgas bilden. Die Inkohlung bzw. thermische Reifung der Reste wird durch das weitere Absinken des Sedimentbeckens, fortlaufende Ablagerung und die steigende Temperatur des Untergrundes gefördert.

## Vorkommen von Sedimentbecken
Beispiel von Sedimentbecken in Mitteleuropa sind
- das Norddeutsche Becken. Es erstreckt sich vom Ruhrgebiet bis weit in die Norddeutsche Tiefebene hinaus. Die Mächtigkeit der Beckenfüllung nimmt nach Norden  zu
- das Ruhrgebiet, seine ostwärtige Fortsetzung ins oberschlesische Kohlerevier wie auch die westwärtige Fortsetzung über das Aachener Revier, das Kohlebecken von Namur und den südenglischen Kohlegürtel nahmen mehrere tausend Meter Abtragungsschutt des variszischen Gebirges auf
- der Oberrheingraben ist ein Grabenbruch und mit über 10 km Sediment aufgefüllt. Er stellt sich heute als breite Ebene zwischen den Vogesen und dem Pfälzerwald im Westen und dem Schwarzwald und dem Odenwald im Osten dar.
- die Vorerzgebirgs-Senke mit einer Größe von ca. 70 × 30 km erstreckt sie sich von Südwest nach Nordost ungefähr zwischen den sächsischen Städten Glauchau und Hainichen. In ihm wurden Sedimente des Rotliegend abgelagert. Sie ist zwischen dem Sächsischen Granulitgebirge und dem Erzgebirge eingetieft. Seine maximale Mächtigkeit liegt bei über 2000 m.
- das Wiener Becken, zwischen Alpen und Karpaten, besitzt einen spindelförmigen Umriss und ist  mit bis zu 5500 m mächtigen Sedimentablagerungen gefüllt.
- die Pannonische Tiefebene liegt zwischen den östlichen Alpenausläufern und den Karpaten. In Ostungarn bei Kecskemét befinden sich Dutzende von erloschenen Vulkanen knapp unter der Oberfläche. Sie sind mit jüngeren Sedimenten überdeckt worden.
- das Pariser Becken ist ein schüsselförmiger Senkungsbereich im Nordosten Frankreichs. Sedimente des Jura und der Kreide haben hier das Grundgebirge überdeckt, das an den Beckenrändern im Rheinischen Schiefergebirge, in der Bretagne sowie im Zentralmassiv zu Tage tritt.
- Das Aquitanische Becken ist nach dem Pariser Becken das zweitgrößte mesozoische und känozoische Sedimentbecken Frankreichs. Das rund 66.000 Quadratkilometer große Becken liegt über dem während des Perms erodierten variszischen Grundgebirge, welches seit der Trias allmählich abzusinken begann.
- Im Parentis-Becken und im Subpyrenäenbecken ist das Grundgebirge an seiner tiefsten Stelle unter einer Sedimentauflast von 11.000 Metern verborgen.

Beispiel für Sedimentbecken außerhalb Mitteleuropas sind
- die Sedimentbecken von China wie Junggar-Becken, Songliao-Becken, Tarim-Becken, Ordos-Becken, Shaan-Gan-Ning-Becken, Nordchina-Becken
- das Canningbecken in Nordwestaustralien
- das Amazonasbecken in Südamerika
- das zentrale nordamerikanische Becken (siehe Geographie der Vereinigten Staaten) und die Basin and Range Provinz östlich der Rocky Mountains
- die antarktischen Kohlebecken
- das Kongobecken auf dem Kongo-Kraton, größtenteils auf dem Gebiet der Demokratischen Republik Kongo
- das Owambo-Becken auf dem Kongo-Kraton, auf den Gebieten von Nord-Namibia und Süd-Angola
  - das Nama-Vorlandbecken auf dem Kalahari-Kraton, auf dem Gebiet von Süd-Namibia

## Wirtschaftliche und kulturelle Bedeutung von Sedimentbecken
Die großen Ebenen – von denen ein großer Teil aus einsinkenden Becken entstand – sind nicht nur ein guter Boden zur Besiedlung, für die Landwirtschaft und die Industrie, sondern haben auch viele Bodenschätze aufzuweisen. Da zudem  ein großer Teil der Menschheit im Flach- und Hügelland von Beckenlandschaften leben und auch zahlreiche Bodenschätze – vor allem Öl, Gas und Kohle – in Sedimentbecken zu finden sind, hat man diese aufs Genaueste untersucht und seit Jahrhunderten genutzt. Auch heute noch sind Sedimentbecken, vor allem außerhalb Europas und Nordamerikas, das Ziel intensiver kommerzieller Erkundung, unter anderem auch deswegen, weil die Bodenschätze der Sedimentbecken in den Industrieländern schon lange dem Abbau unterliegen.
Typische Bodenschätze von Sedimentbecken sind
- Kohlenwasserstoffe wie Öl oder Gas
- Grundwasser
- Lockergesteine wie Schotter, Kies und Geröll, Sand, Ton
- Salz